# Побединское сельское поселение (Чечня)
Побединское се́льское поселе́ние — муниципальное образование в Грозненском районе Чеченской Республики Российской Федерации.
Административный центр — село Побединское. Однако администрация муниципального образования размещена в посёлке Долинский. 

## История
Статус и границы сельского поселения установлены Законом Чеченской Республики от 20 февраля 2009 года № 12-РЗ «Об образовании муниципального образования Грозненский район и муниципальных образований, входящих в его состав, установлении их границ и наделении их соответствующим статусом муниципального района и сельского поселения».

## Население
| 2010    | 2012    | 2013    | 2014    | 2015    | 2016    | 2017    |
| ------- | ------- | ------- | ------- | ------- | ------- | ------- |
| 10 672  | ↗10 837 | ↘10 814 | ↗10 895 | ↗10 987 | ↗11 188 | ↗11 304 |
| 2018    | 2019    | 2020    | 2021    | 2023    | 2024    |         |
| ↗11 472 | ↗11 648 | ↗11 794 | ↗12 635 | ↗12 858 | ↗12 945 |         |

## Состав сельского поселения
| № | Населённый пункт | Тип населённого пункта       | Население |
| - | ---------------- | ---------------------------- | --------- |
| 1 | Бартхой          | село                         | ↗299      |
| 2 | Гунюшки          | посёлок                      | ↗149      |
| 3 | Долинский        | посёлок                      | ↘1459     |
| 4 | Керла-Юрт        | село                         | ↗1506     |
| 5 | Майский          | посёлок                      | ↘176      |
| 6 | Нагорное         | село                         | ↘1081     |
| 7 | Побединское      | село, административный центр | ↗4278     |
| 8 | Радужное         | село                         | ↗2462     |